# Adozione dell'euro in Ungheria
     Zona euro
     UE appartenenti agli AEC II
     UE appartenenti agli AEC II con deroga
     UE non appartenenti agli AEC II
     Non UE che usano bilateralmente l'euro
     Non UE che usano unilateralmente l'euro
L'adozione dell'euro in Ungheria è il percorso che l'Ungheria ha intrapreso per adottare l'euro. Il paese magiaro è membro dell'Unione europea dal maggio del 2004, ma non ha ancora completato la terza fase dell'Unione Economica e Monetaria. Per questo motivo lo Stato continua ad usare la sua moneta storica, il fiorino ungherese.
Sebbene l'Ungheria abbia l'obbligo dell'adozione dell'euro, non ha ancora preparato un piano di adozione, né fissato una data obiettivo.

## Consenso pubblico
Dalle rilevazioni dell'Eurobarometro, nelle quali veniva posta la domanda "Parlando in generale, lei è personalmente più a favore o contro l'idea dell'introduzione dell'euro nel proprio paese?" risulta:
| Anno | Mese   | Decisamente a favore | Abbastanza a favore | Abbastanza contro | Decisamente contro | Non sa/non risponde | Totale a favore | Totale contro |
| ---- | ------ | -------------------- | ------------------- | ----------------- | ------------------ | ------------------- | --------------- | ------------- |
| 2014 | aprile | 13%                  | 51%                 | 22%               | 8%                 | 5%                  | 64%             | 30%           |
| 2015 | aprile | 14%                  | 46%                 | 27%               | 8%                 | 5%                  | 60%             | 35%           |

Sempre alle rilevazioni Eurobarometro, alla domanda "Lei pensa che l'introduzione dell'euro avrà conseguenze positive o negative per l'Ungheria" gli intervistati hanno risposto:
| Anno | Mese      | Conseguenze positive | Conseguenze negative | Non sa/non risponde |
| ---- | --------- | -------------------- | -------------------- | ------------------- |
| 2004 | settembre | 54%                  | 32%                  | 14%                 |
| 2005 | settembre | 51%                  | 35%                  | 14%                 |
| 2006 | aprile    | 54%                  | 27%                  | %                   |
| 2007 | aprile    | 50%                  | 37%                  | 19%                 |
| 2008 | maggio    | 44%                  | 43%                  | 13%                 |
| 2009 | maggio    | 58%                  | 32%                  | 10%                 |
| 2010 | maggio    | 57%                  | 29%                  | 14%                 |
| 2011 | maggio    | 41%                  | 43 %                 | 16%                 |
| 2012 | aprile    | 43%                  | 44%                  | 13%                 |
| 2013 | aprile    | 42%                  | 46%                  | 12%                 |
| 2014 | aprile    | 51%                  | 41%                  | 8%                  |
| 2015 | aprile    | 50%                  | 44%                  | 6%                  |

## Criteri di convergenza

### Requisiti economici
L'evoluzione storica dei parametri di Maastricht, il cui rispetto è condizione necessaria all'adozione dell'euro, è riassunta nella tabella seguente:
| Indicatori economici di convergenza Ungheria                | Indicatori economici di convergenza Ungheria | Indicatori economici di convergenza Ungheria | Indicatori economici di convergenza Ungheria | Indicatori economici di convergenza Ungheria | Indicatori economici di convergenza Ungheria | Indicatori economici di convergenza Ungheria | Indicatori economici di convergenza Ungheria |
| ----------------------------------------------------------- | -------------------------------------------- | -------------------------------------------- | -------------------------------------------- | -------------------------------------------- | -------------------------------------------- | -------------------------------------------- | -------------------------------------------- |
| Valori di riferimento                                       | Inflazione                                   | Procedura di deficit eccessivo               | Deficit pubblico/PIL                         | Debito pubblico/PIL                          | Membro del AEC II                            | Tasso di cambio rispetto all'euro            | Tasso d'interesse a lungo termine            |
| Valori di riferimento                                       | max 1,7-3,1%                                 | non aperta                                   | max 3 %                                      | max 60 %                                     | min 2 anni                                   | max. ±15 %                                   | max 5,8-6,2%                                 |
| Report ECB novembre 2004                                    | 6,5 %                                        | aperta                                       | -5,5 %                                       | 59,9 %                                       | No                                           | superiore                                    | 8,1 %                                        |
| Report ECB dicembre 2006                                    | 3,5 %                                        | aperta                                       | -10,1 %                                      | 67,6 %                                       | No                                           | 6,5%                                         | 7,1 %                                        |
| Report ECB maggio 2008                                      | 7,5 %                                        | aperta                                       | -4,0 %                                       | 66,5 %                                       | No                                           | -2,7 %                                       | 6,9 %                                        |
| Report ECB maggio 2010                                      | 4,8 %                                        | aperta                                       | -4,1 %                                       | 78,9 %                                       | No                                           | -4,5 %                                       | 8,4 %                                        |
| Report ECB maggio 2012                                      | 4,3 %                                        | aperta                                       | -2,5 %                                       | 78,5 %                                       | No                                           | -6,1 %                                       | 8,0 %                                        |
| Report ECB giugno 2014                                      | 1,0 %                                        | non aperta                                   | -2,9 %                                       | 80,3 %                                       | No                                           | -3,6 %                                       | 5,8 %                                        |
| Legenda : - Criterio soddisfatto - Criterio non soddisfatto |                                              |                                              |                                              |                                              |                                              |                                              |                                              |

### Compatibilità legislativa
Secondo il rapporto ECB giugno 2014, la legislazione ungherese non soddisfa tutti i requisiti concernenti l'indipendenza della banca centrale, il divieto di finanziamento monetario, l'ortografia comune dell'euro e l'integrazione nell'Eurosistema sul piano giuridico.

## Faccia nazionale

La corona di re santo Stefano, lo stemma dell'Ungheria

Non è stato ancora proposto nessun disegno per la faccia nazionale.

## Situazione politica
Nel 2013, il primo ministro Viktor Orbán ha dichiarato che il suo paese non adotterà l'euro fin quando il reddito pro capite non raggiungerà il 90% della media della zona euro. Ai ritmi di crescita attuali, questa ipotesi si verificherà nel 2059. Orbán è stato riconfermato nelle elezioni del 2014, del 2018 e del 2022.
Nel 2015 Orbán ha dichiarato che il suo governo non avrebbe più considerato l'idea di sostituire il fiorino nel 2020 come ipotizzato in precedenza ma, al contrario, si aspettava che la valuta nazionale rimanesse forte e stabile per molti decenni a venire, tuttavia l'anno successivo il Ministro dell'Economia Mihály Varga ha suggerito che il paese possa adottare la moneta unica europea entro la fine del decennio a condizione che l'andamento dell'economia continui a migliorare e che l'Euro diventi più stabile.
La Banca nazionale ungherese ha però annunciato l'introduzione di una nuova serie di fiorini dal 2018, cosa che conferma l'intenzione del paese di ritardare l'adozione della moneta unica.